# Tounfafi (Madaoua)
Tounfafi (auch: Toumfafi, Tunfafi) ist ein Dorf in der Stadtgemeinde Madaoua in Niger.

## Geographie

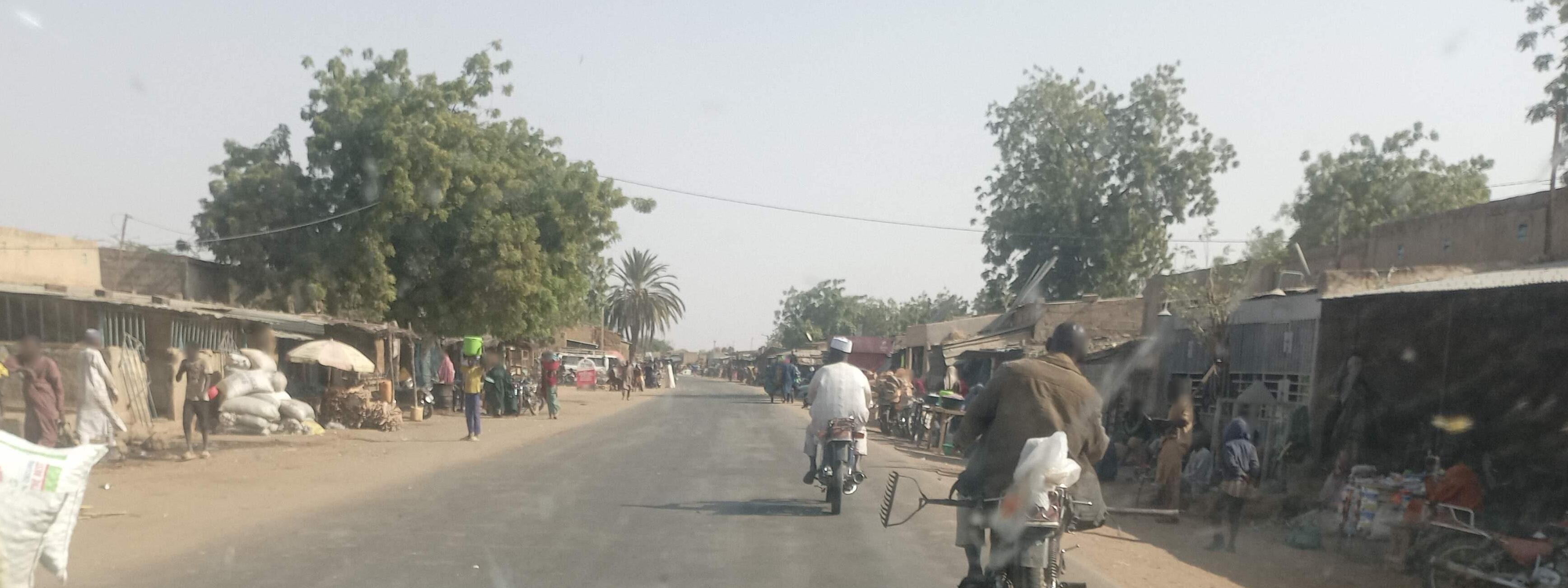
Nationalstraße 1 in Tounfafi (2025)

Das von einem traditionellen Ortsvorsteher (chef traditionnel) geleitete Dorf befindet sich rund zweieinhalb Kilometer südöstlich des Stadtzentrums von Madaoua, das zum gleichnamigen Departement Madaoua in der Region Tahoua gehört. Eine weitere Siedlung in der näheren Umgebung von Tounfafi ist Téké im Südosten.
Tounfafi liegt im Tarka-Tal. Das Dorf ist Teil der Übergangszone zwischen Sahel und Sudan. Die durchschnittliche jährliche Niederschlagsmenge beträgt hier zwischen 400 und 500 mm.

## Geschichte

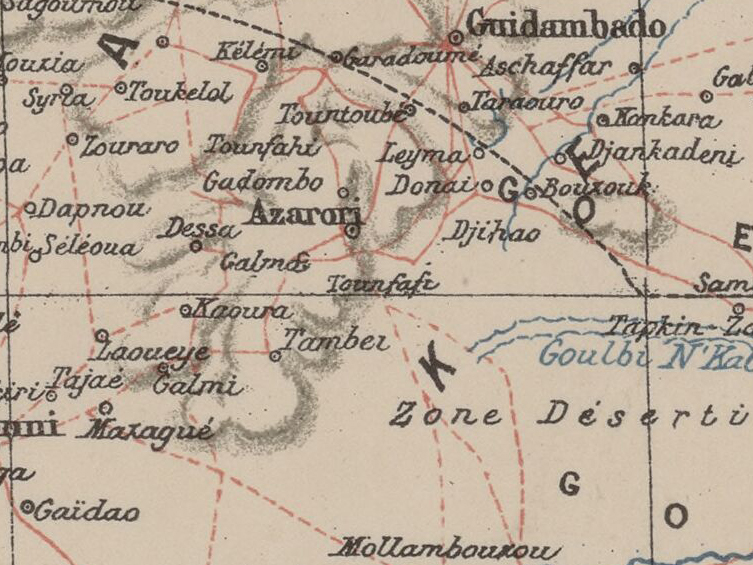
Ausschnitt einer Karte von 1903 mit Tounfafi im Zentrum

Das Hausa-Wort Tounfafi bedeutet Oscher (Calotropis procera).
Der Wochenmarkt von Tounfafi war zu Beginn des 20. Jahrhunderts einer der kleinen Märkte in der Region, die von der damaligen französischen Kolonialverwaltung zugelassen wurden.

## Bevölkerung
Bei der Volkszählung 2012 hatte Tounfafi 9530 Einwohner, die in 1268 Haushalten lebten. Bei der Volkszählung 2001 betrug die Einwohnerzahl 5154 in 846 Haushalten und bei der Volkszählung 1988 belief sich die Einwohnerzahl auf 3668 in 606 Haushalten.

## Wirtschaft und Infrastruktur

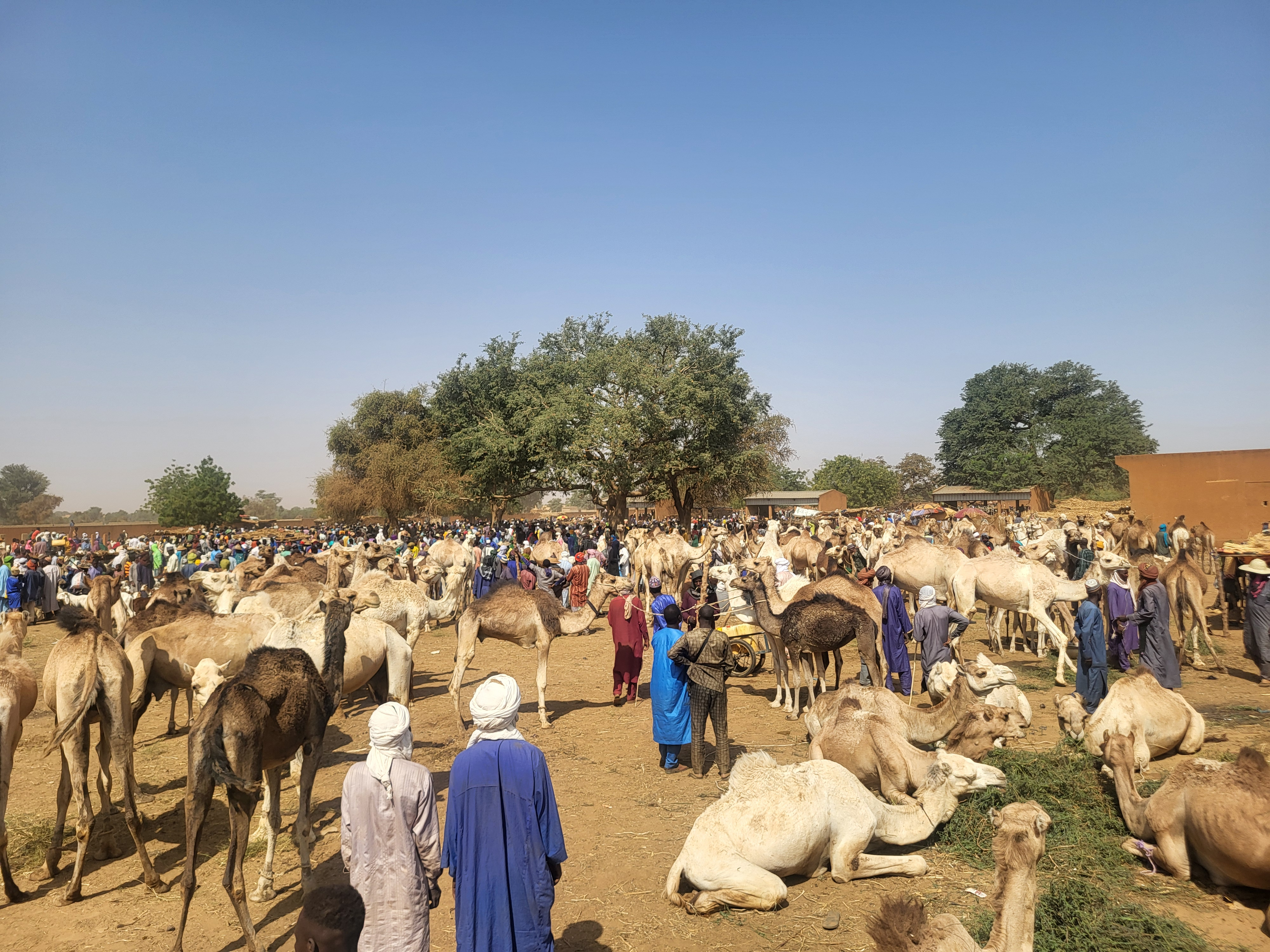
Viehmarkt in Tounfafi (2025)

Im Dorf wird ein bedeutender Viehmarkt abgehalten. Der samstags stattfindende Wochenmarkt zieht Fliegen an und das dicht besiedelte Dorf ist für seine schlechten hygienischen Verhältnisse berüchtigt. An das Stromnetz ist Tounfafi angeschlossen. Die Dorfbevölkerung lebt überwiegend vom Anbau von Hirse, Sorghum und Zwiebeln. Im Tal von Tounfafi erstrecken sich zudem zahlreiche Felder mit Kohl. Früher wurde auch Baumwolle angebaut und es gab eine Fabrik, in der diese verarbeitet wurde.
Es gibt eine Schule im Ort. Durch Tounfafi verläuft die asphaltierte Nationalstraße 1, die mit 1601,7 Kilometern längste Fernstraße Nigers.